# Agence de gestion de Suomenlinna
L'agence de gestion de Suomenlinna (finnois : Suomenlinnan hoitokunta) est une agence gouvernementale relevant du Ministère de l'Éducation et de la Culture de Finlande.

## Présentation
L'agence a été créée en 1973 après la transmission de Suomenlinna des forces armées à l'administration civile.
L'agence assure la restauration, l'entretien, la présentation de Suomenlinna.
Elle gère Suomenlinna et y loue les habitations et les locaux.